# Milica Mandić
Milica Mandić –en serbio, Милица Мандић– (Belgrado, 6 de diciembre de 1991) es una deportista serbia que compite en taekwondo.
Participó en tres Juegos Olímpicos de Verano, entre los años 2012 y 2020, obteniendo dos medallas de oro, en Londres 2012 y Tokio 2020, ambas en la categoría de +67 kg. En los Juegos Europeos de Bakú 2015 consiguió una medalla de plata.
Ganó dos medallas en el Campeonato Mundial de Taekwondo, oro en 2017 y bronce en 2011, y cuatro medallas en el Campeonato Europeo de Taekwondo, entre los años 2012 y 2021.

## Palmarés internacional
| Juegos Olímpicos   | Juegos Olímpicos         | Juegos Olímpicos  | Juegos Olímpicos |
| Año                | Lugar                    | Medalla           | Categoría        |
| ------------------ | ------------------------ | ----------------- | ---------------- |
| 2012               | Londres (Reino Unido)    | Medalla de oro    | +67 kg           |
| 2020               | Tokio (Japón)            | Medalla de oro    | +67 kg           |
| Campeonato Mundial |                          |                   |                  |
| Año                | Lugar                    | Medalla           | Categoría        |
| 2011               | Gyeongju (Corea del Sur) | Medalla de bronce | –73 kg           |
| 2017               | Muju (Corea del Sur)     | Medalla de oro    | –73 kg           |
| Juegos Europeos    |                          |                   |                  |
| Año                | Lugar                    | Medalla           | Categoría        |
| 2015               | Bakú (Azerbaiyán)        | Medalla de plata  | +67 kg           |
| Campeonato Europeo |                          |                   |                  |
| Año                | Lugar                    | Medalla           | Categoría        |
| 2012               | Mánchester (Reino Unido) | Medalla de plata  | –73 kg           |
| 2014               | Bakú (Azerbaiyán)        | Medalla de plata  | –73 kg           |
| 2016               | Montreux (Suiza)         | Medalla de plata  | –73 kg           |
| 2021               | Sofía (Bulgaria)         | Medalla de plata  | –73 kg           |